# Entiat
Entiat is een plaats (city) in de Amerikaanse staat Washington, en valt bestuurlijk gezien onder Chelan County.

## Demografie
Bij de volkstelling in 2000 werd het aantal inwoners vastgesteld op 957.
In 2006 is het aantal inwoners door het United States Census Bureau geschat op 1038, een stijging van 81 (8.5%).

## Geografie
Volgens het United States Census Bureau beslaat de plaats een oppervlakte van
4,9 km², waarvan 3,5 km² land en 1,4 km² water. Entiat ligt op ongeveer 241 m boven zeeniveau.

## Plaatsen in de nabije omgeving
De onderstaande figuur toont nabijgelegen plaatsen in een straal van 28 km rond Entiat.